# Taglio della pietra

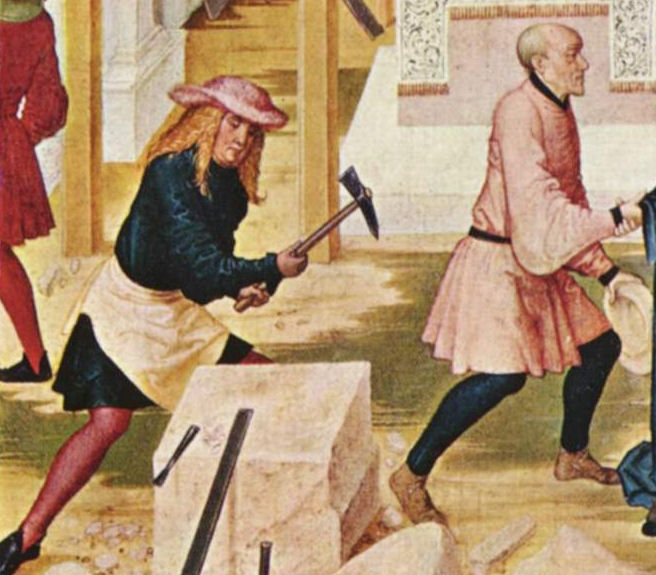
Tagliapietre in Bavaria (XVI secolo).

Il taglio della pietra è un'operazione che si rende necessaria per l'utilizzo della pietra come materiale per costruzioni edilizie e simili. Si tratta di una delle più antiche attività (e professioni) dell'umanità, se si pensa che gran parte delle opere edili quali templi, monumenti, manufatti, fortificazioni, strade, ponti, per non dire di intere città, sono state costruite in pietra. Opere famose sono state erette con l'utilizzo della pietra "tagliata", quali, ad esempio, le piramidi egizie, l'indiano Taj Mahal, la fortezza inca di Sacsayhuamán, le statue dell'isola di Pasqua, il cambogiano Angkor Wat, l'indonesiano Borobudur, le precolombiane porte di Tiahuanaco, l'azteco Templo Mayor a Tenochtitlán, la città di Persepoli, il britannico cromlech di Stonehenge, la Grande muraglia cinese e la francese cattedrale di Chartres.

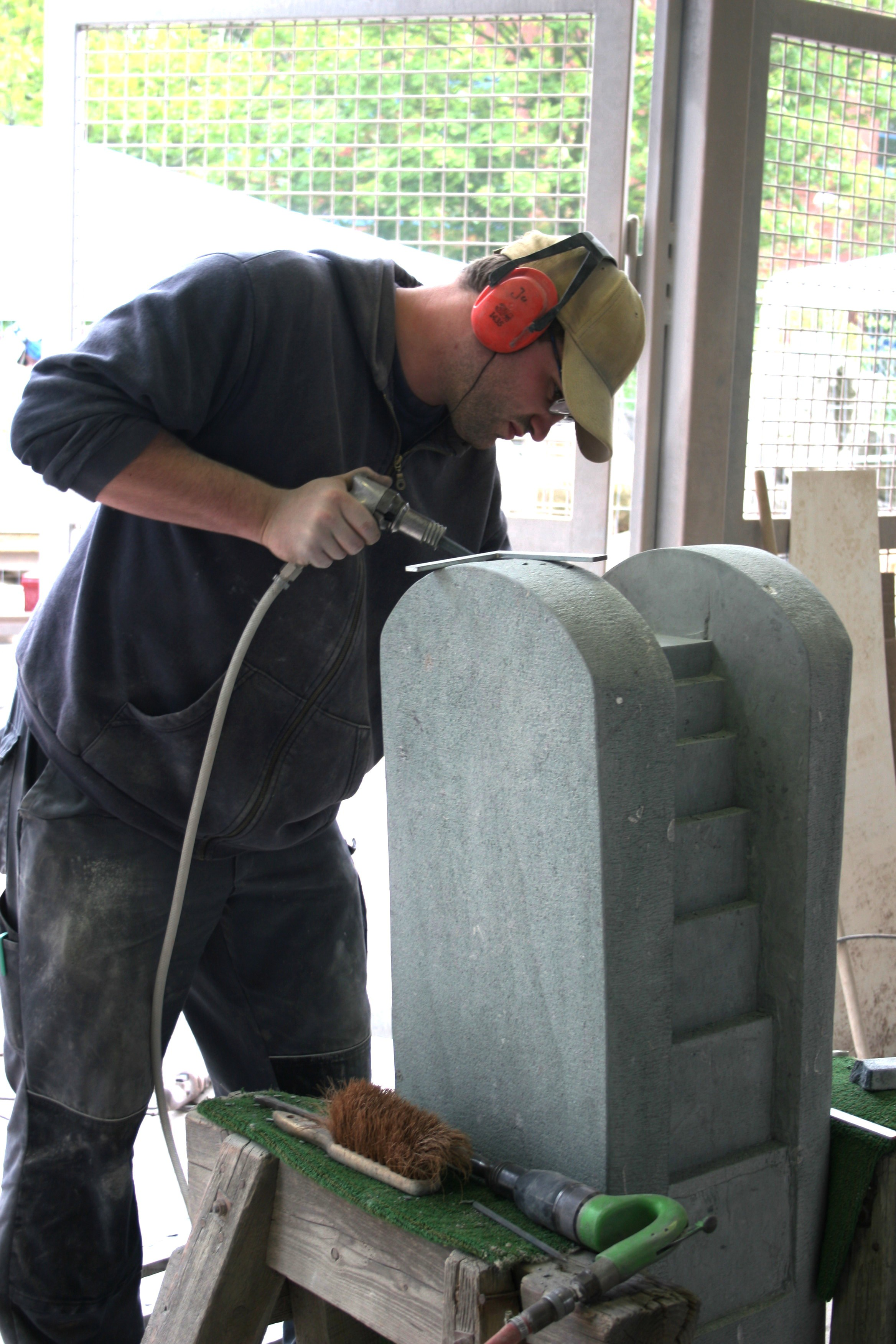
Un moderno intaglio di pietra per una fontana, con l'uso di uno strumento pneumatico

L'artigiano che lavora così la pietra è detto "tagliapietra", lapicida o scalpellino.

## Storia

### Industria litica
Già in epoca preistorica, nella cosiddetta età della pietra, la pietra veniva lavorata attivamente, tanto che si parla di industria litica, espressione che indica l'insieme degli oggetti di pietra realizzati dall'uomo, a partire da ciottoli intenzionalmente modificati. Nella pratica questa espressione indica gli utensili finiti, le armi e il complesso dei sottoprodotti legati alla loro fabbricazione. Tra gli strumenti e le tecniche si ricordano il bifacciale, la punta di Clovis, il chopper, il microbulino, il microlitismo, il microlito e la scheggiatura.

## Strumenti
La pietra può essere intagliata attraverso due modalità: diretta e indiretta.
L'intaglio diretto consiste nell'aggredire con gli scalpelli la superficie della pietra stessa, intagliandola nei pieni e nei vuoti.
Il blocco di pietra da scegliere per la futura lavorazione deve avere una superficie omogenea, compatta, senza venature o spaccature, in quanto, questi difetti potrebbero compromettere la realizzazione del lavoro.
Per lavorare le pietre occorrono una serie di scalpelli che sono: a punta, a bordo largo, piatto, scapezzatore, subbia, unghietto, dentato o gradina. Gli scalpelli in genere sono di acciaio.
L'intaglio indiretto consiste invece nel copiare sul blocco di pietra o di marmo un modello già esistente, utilizzando un filo a piombo per asportare le parti più sporgenti del blocco di pietra.

## Tecniche

### Sbozzatura
Per sgrossare il pezzo, si utilizzano i trapani con cui si praticano dei fori per poi togliere i frammenti più grandi. Quindi si passa agli scalpelli di vario tipo per eliminare la pietra eccedente e per abbozzare la forma dell'opera.

### Intaglio
Una volta sbozzata la pietra, l'artista procede a realizzare le forme aiutandosi con i diversi scalpelli. Gli scalpelli, devono essere tenuti inclinati di 30°-40° rispetto al piano di lavorazione, usando una pesante mazza di ferro o dei martelli in legno, detti mazzuoli.

### Levigatura
L'ultima fase viene attuata, oltre che con gli scalpelli, anche attraverso l'abrasione della superficie per mezzo di raspe e lime, per eliminare i segni degli attrezzi. Successivamente si procede alla lucidatura, utilizzando abrasivi naturali tipo la pietra pomice o lo smeriglio, nel caso di marmi e pietre dure. L'ultima fase è la patinatura, effettuata con cera o infusi di tabacco o caffè.

## Galleria d'immagini

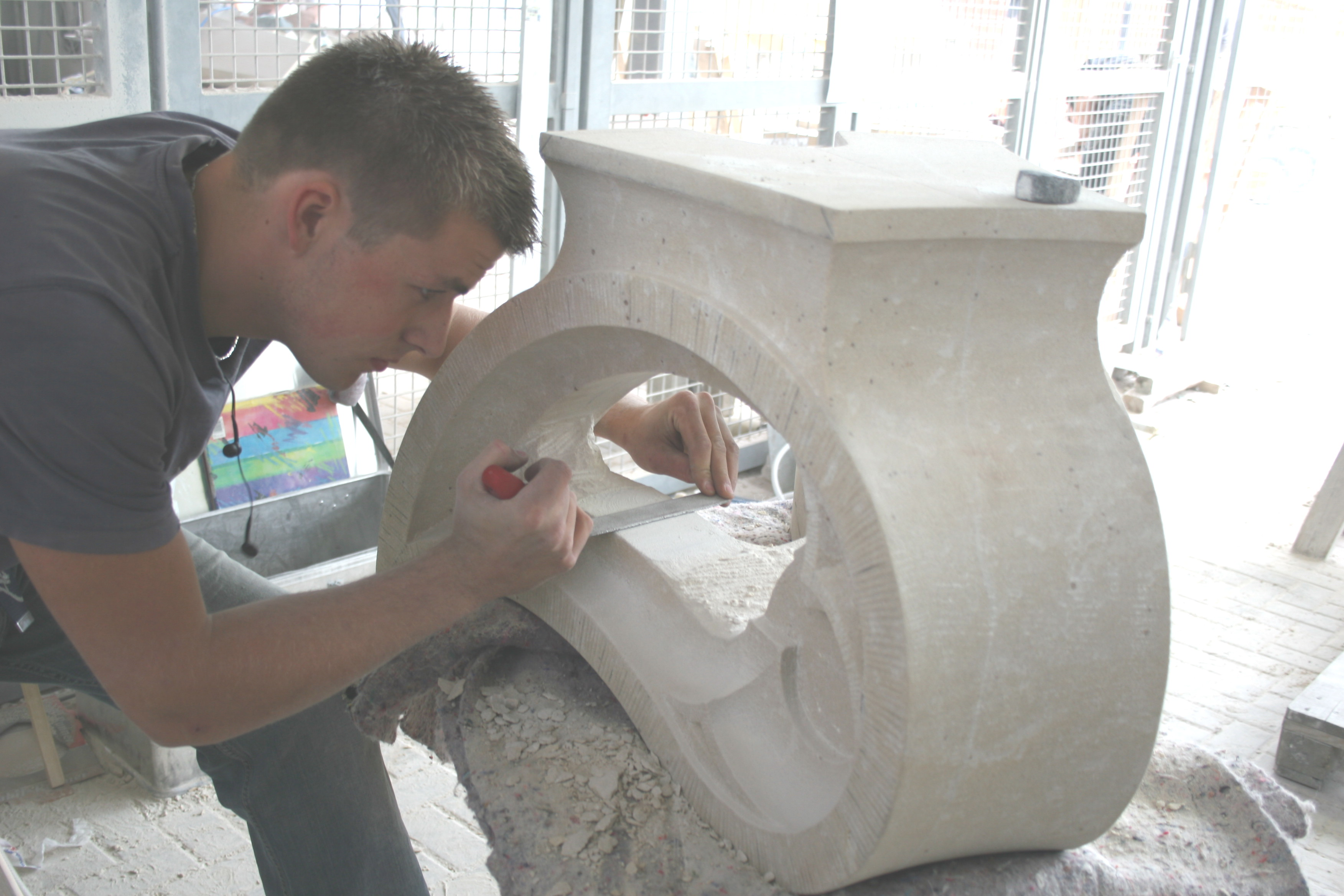
Un apprendista intaglia un blocco di pietra
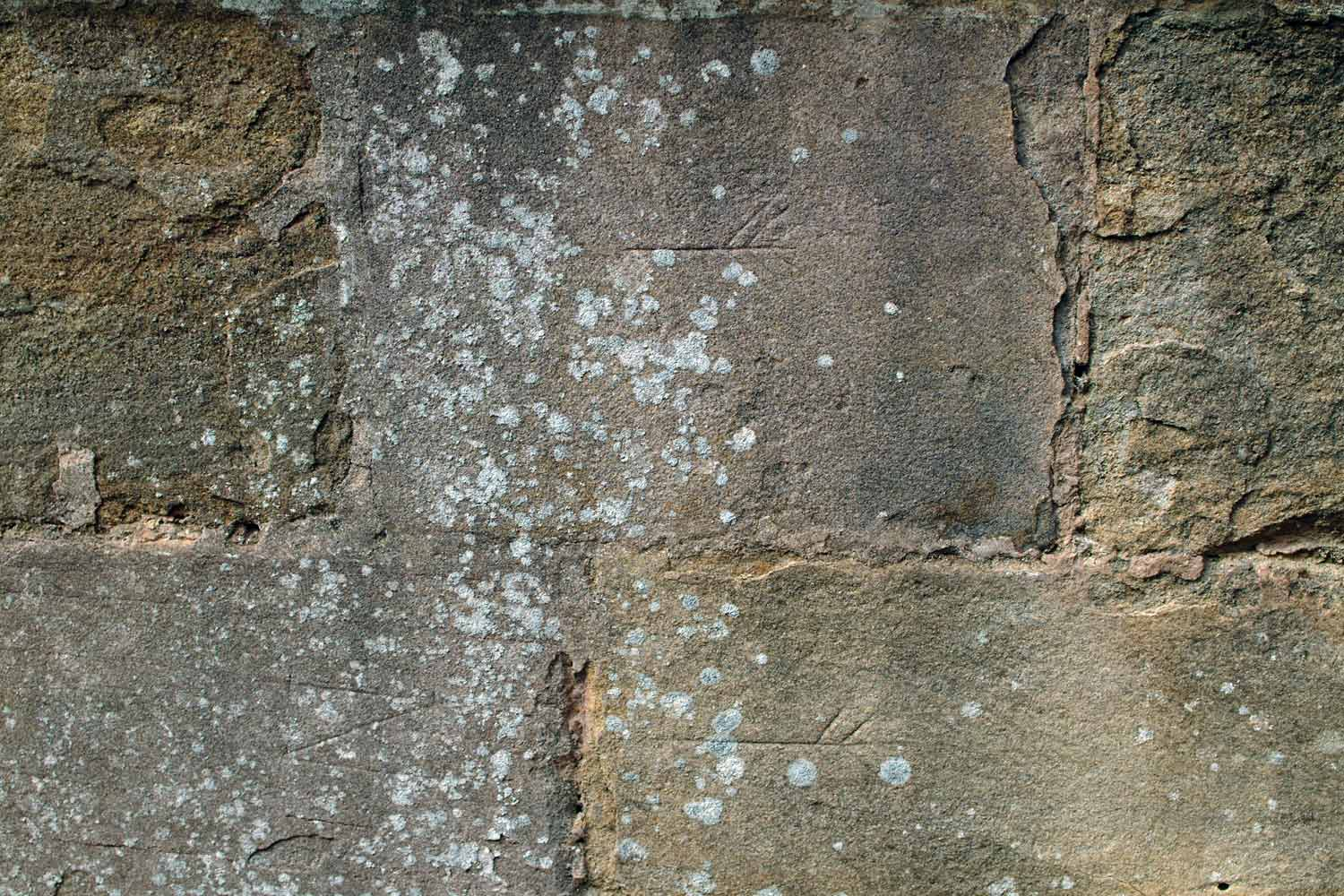
Tre diverse marcature di scalpellini, che si possono osservare nella Sala capitolare dell'abbazia di Fountains
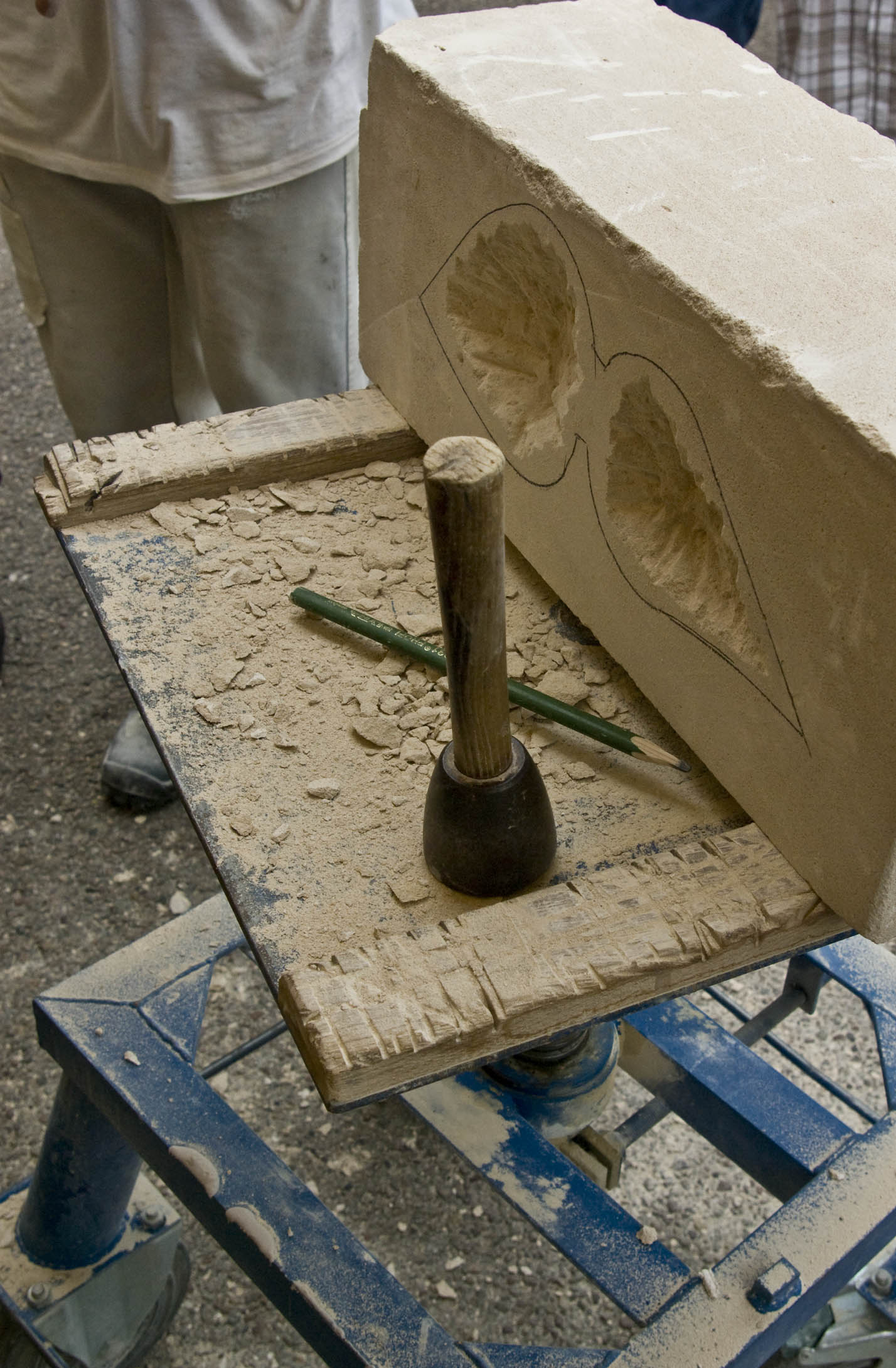
Il moderno banco di lavoro di un tagliapietre con un blocco di calcare
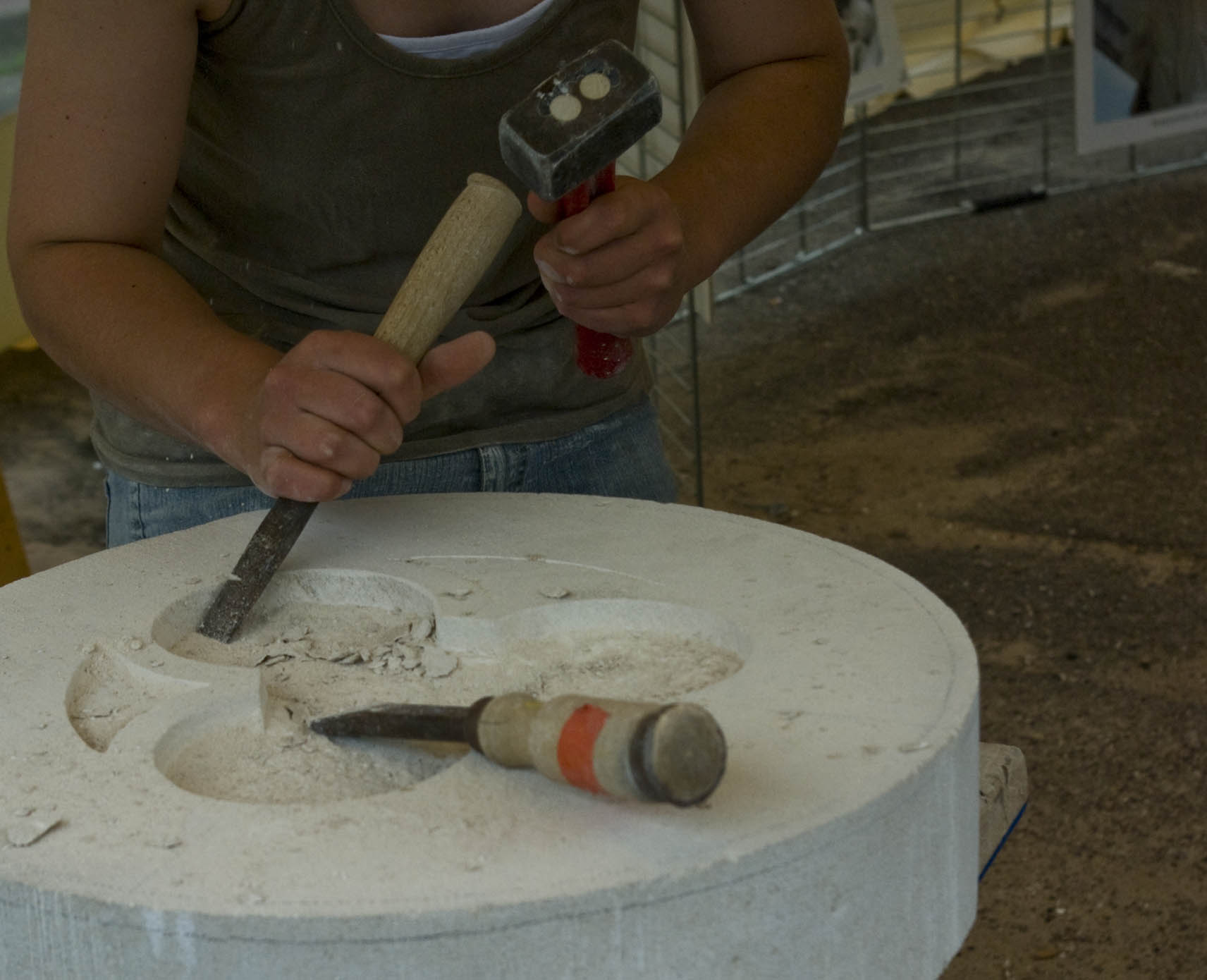
Tipici scalpelli francesi con manico in legno, utilizzato per calcare tenero
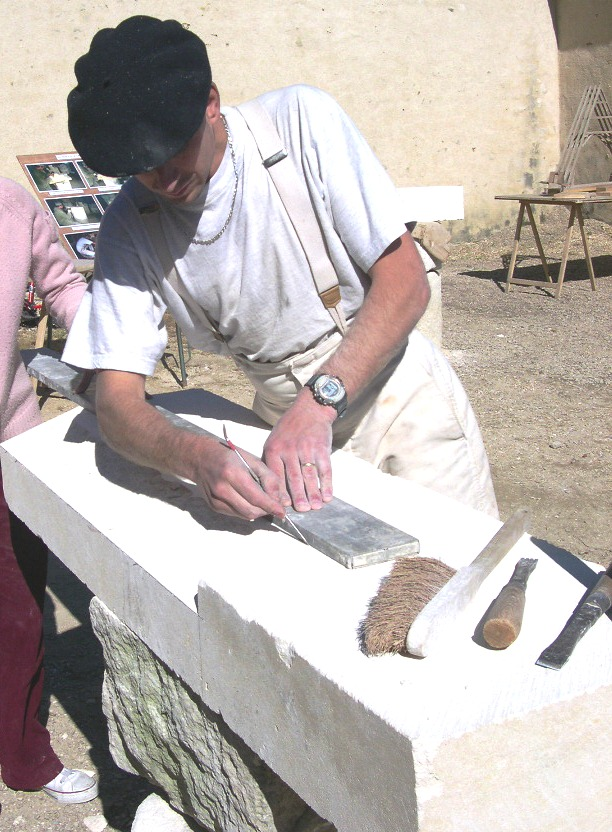
Un tagliapietre francese che utilizza righello e scalpelli;
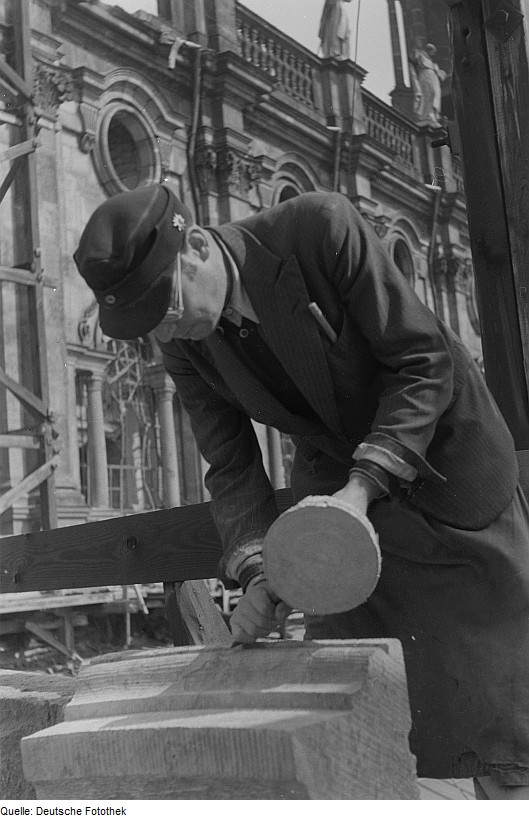
Un tagliapietre mancino con mazzuolo e scalpello
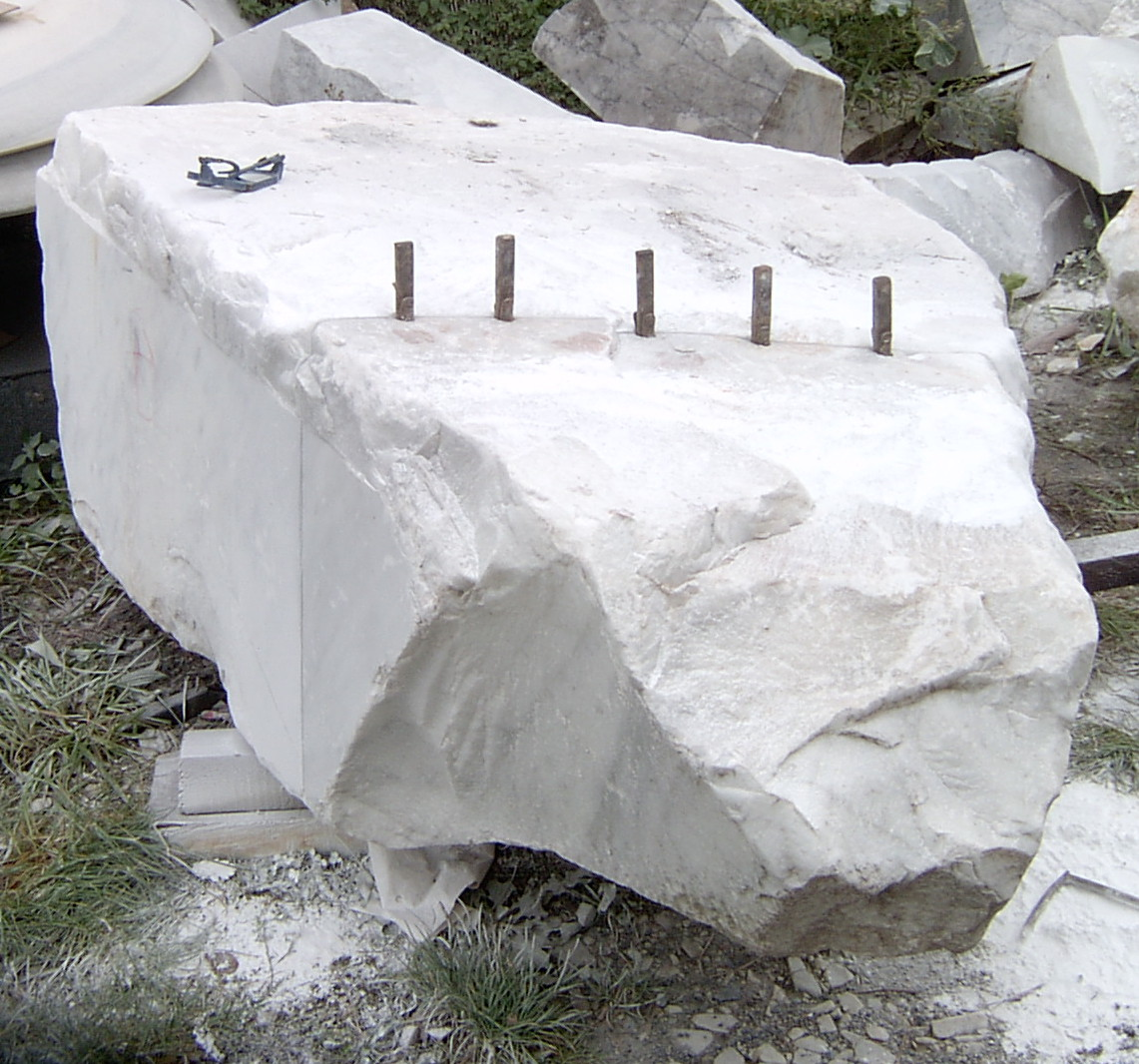
Taglio in due di un blocco di marmo con appositi utensili
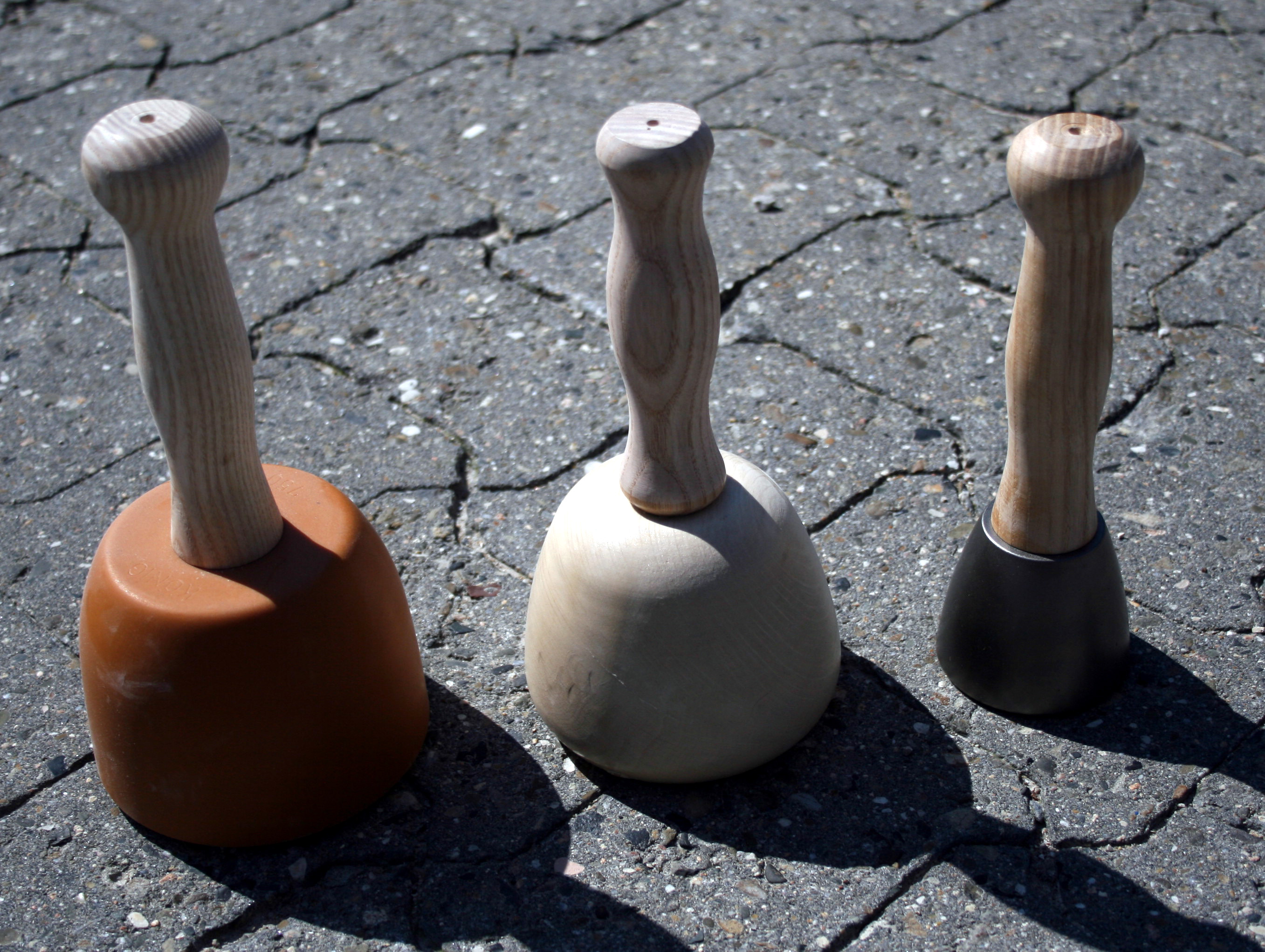
Martello per scalpellino in plastica,  faggio e acciaio
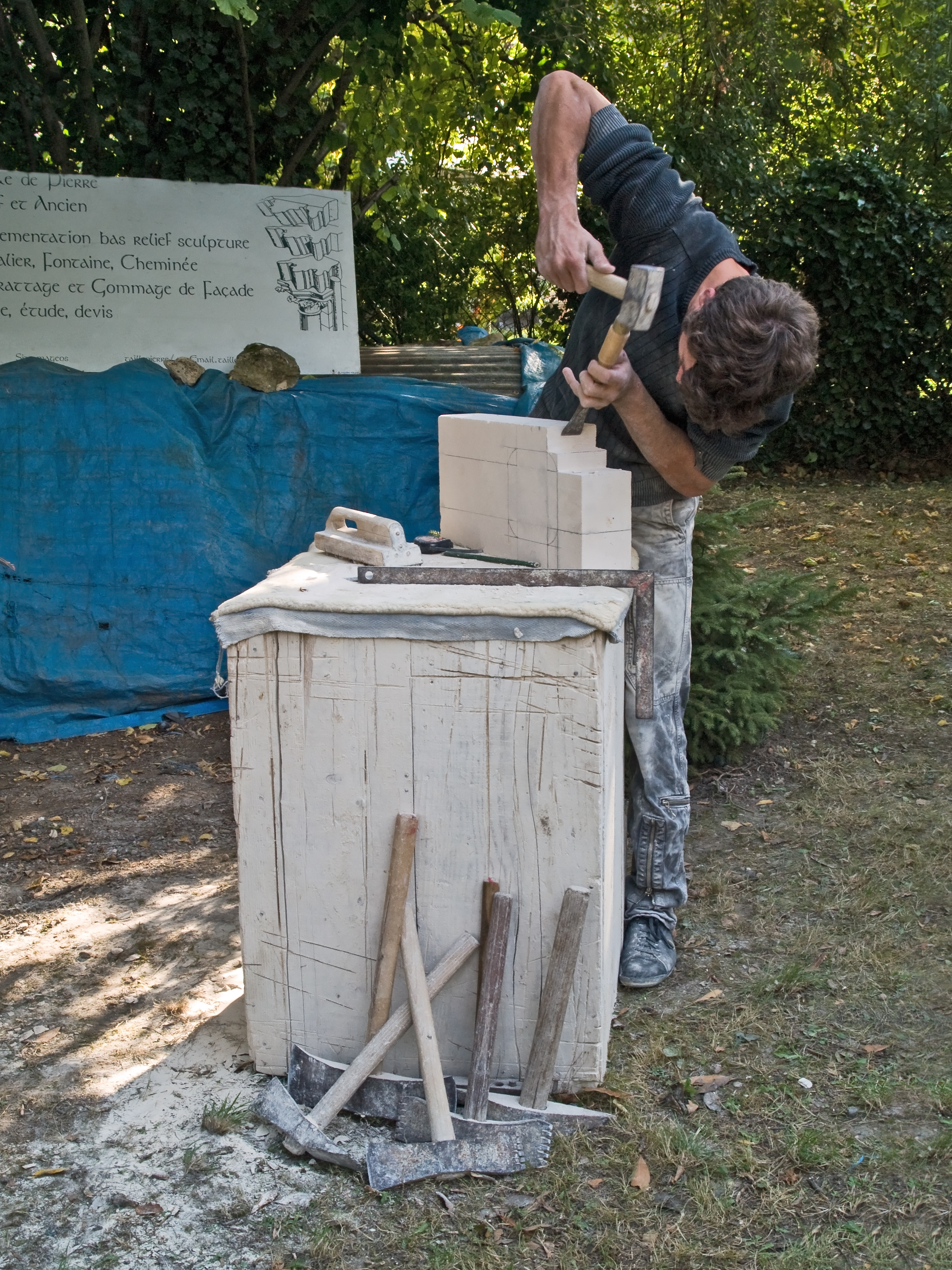
Un tagliapietre con i suoi attrezzi;